# Batillipes noerrevangi
Batillipes noerrevangi är en djurart som tillhör fylumet trögkrypare, och som beskrevs av Kristensen 1978. Batillipes noerrevangi ingår i släktet Batillipes och familjen Batillipedidae. Arten är reproducerande i Sverige. Inga underarter finns listade i Catalogue of Life.